# Дженніфер 8
«Дженніфер 8» (англ. Jennifer 8) — кримінальна драма Брюса Робінсона 1992 року про пошуки вбивці після знахідки руки на звалищі.

## Сюжет
Поліцейський Джон Берлін переводиться в маленьке містечко за порадою свого приятеля Фредді Росса. Чоловік поступово оговтується після невдалого шлюбу.
На звалищі знаходять кисть жіночої руки та вбитого собаку. Розслідування доручають Берліну. Він помічає стерті кінчики пальців, що наштовхує його на думку, що жінка була сліпою. Поліцейський виходить на серію вбивств. Під час розслідування Джон знайомиться з сусідкою жертви сліпою віолончелісткою Гелен Робертсон. Вона запам'ятала звук двигуна автомобіля та припустила, що він користується освіжувачем дихання. Поступово між Гелен і Джоном починається роман. Під час спільної прогулянки жінка чує звук автомобіля, схожий на звук двигуна машини вбивці. Берлін робить висновок, що вбивця користується мінівеном. Побачивши подібний автомобіль на стоянці, поліцейський оглядає його. В середині він знаходить капсулу від медичного препарату. У власниці авто Берлін довідався, що вона купує поробки, зокрема у незрячих, які продає у своїй крамниці.
Не знайшовши підтримки у колег, Берлін намагається власноруч затримати вбивцю. Берлін вночі разом з Россом йдуть у гуртожиток для сліпих. Джон отримує удар по голові, а Фредді — смертельне поранення. Берліна звинувачують у вбивстві напарника. Аудіозапис тієї ночі також вказують на нього. Під час допиту у звинуваченого поліцейського виникає здогадка, що вбивця жінок страждає астмою. Він дізнається адресу власника мінівена. У будинку він знаходить фото Джона Тейлора, який працював у тому ж відділку. Маніяк провів дитинство серед сліпих, оскільки його мати працювала в інтернаті. Берліна випускають під заставу. Він поспішає в гуртожиток. Тим часом Тейлор намагається вбити Гелен. Наздогнавши молоду жінку, він бачить дружину Росса, Марджи, яка вистрілює в нього кілька разів.

## У ролях
| Актор           | Роль              |
| --------------- | ----------------- |
| Енді Гарсія     | Джон Берлін       |
| Ума Турман      | Гелен Робертсон   |
| Ленс Генріксен  | Фредді Росс       |
| Кеті Бейкер     | Марджи Росс       |
| Джон Малкович   | агент Енна        |
| Грем Беккел     | Джон Тейлор       |
| Перрі Ленг      | Тревіс            |
| Ніколас Лав     | Біслі             |
| Боб Ґантон      | директор Гудбрідж |
| Ленні фон Долен | Блаттіс           |

## Створення фільму

### Виробництво
Зйомки фільму проходили в Канаді та США.

### Знімальна група
- Кінорежисер — Брюс Робінсон
- Сценарист — Брюс Робінсон
- Кінопродюсер — Гарі Луккезі, Девід Вімбері
- Композитор — Крістофер Янг
- Кінооператор — Конрад Голл
- Кіномонтаж — Конрад Бафф IV
- Художник-постановник — Річард Макдональд
- Артдиректор — Вільям Даррелл мол.
- Художник-декоратор — Кейсі Гелленбек, Елізабет Вілкокс
- Художник-костюмер — Джуді Л. Раскін
- Підбір акторів — Сюзан Кроулі, Біллі Гопкінс[2]

## Сприйняття
Фільм отримав негативні відгуки. На сайті Rotten Tomatoes оцінка стрічки становить 37 % на основі 19 відгуків від критиків (середня оцінка 5,6/10) і 36 % від глядачів із середньою оцінкою 2,9/5 (6 961 голос). Фільму зарахований «гнилий помідор» від кінокритиків та «розсипаний попкорн» від глядачів, Internet Movie Database — 6,3/10 (14 034 голоси).